# Tisandros
Tisandros (altgriechisch Τίσανδρος Tísandros) ist eine Figur der griechischen Mythologie. In der von Diodor überlieferten Variante des Mythos ist er einer der drei Söhne des Iason und der Medea.
Nach Diodors Bericht, der auf Dionysios Skytobrachion zurückgeht, wird Tisandros als dritter und jüngster Sohn von Iason und Medea in Korinth geboren, wo seine Eltern nach ihrer Verbannung aus Iolkos leben. Ebenfalls in Korinth wurden seine älteren Brüder, die Zwillinge Thessalos und Alkimenes geboren.
Nach zehn Jahren im Exil verlässt Iason Medea, um die Königstochter Glauke zu heiraten. Medea vergiftet daraufhin Glauke, tötet zwei ihrer drei Söhne (Thessalos überlebt), die sie im Tempelbezirk der Hera bestattet, und flieht aus Korinth nach Theben. Iason entschließt sich zum Suizid. Die Korinther befragen das Orakel von Delphi, wie sie mit den Leichen der Kinder verfahren sollen, und die Pythia erteilt ihnen die Weisung, ihrer Grabstätte heroische Ehren zu erweisen.